# Колос (жіночий футбольний клуб, Ковалівка)
ЖФК «Ко́лос» (Ковалі́вка) — український жіночий футбольний клуб, заснований у 2020 році. Представляє село Ковалівка Білоцерківського району Київської області. Фіналіст Кубка України та срібний призер чемпіонату України.

## Історія
У дебютному сезоні 2020/21 років у першій лізі «Колос» став чемпіоном та вийшов до елітного дивізіону.
У 2022 році грав в фіналі Кубка України, але програв з рахунком 0:2 полтавській «Ворсклі».
У сезоні 2021/22 років в вищій лізі після 10-ти турів в активі «Колосу» було 15 очок, і він посідав п'яте місце в турнирній таблиці, але сезон не було дограно через російське вторгнення.
У наступному сезоні команда спромоглась зайняти призове 3-тє місце та отримала бронзові нагороди чемпіонату України, а вже у сезоні
2023/24 років «Колос» посів у турнирній таблиці друге місце та отримав право на участь в Лізі чемпіонів УЄФА.

## Виступи в єврокубках
| Сезон   | Турнір              | Раунд                 | Дата       | Суперник | Рахунок  |
| ------- | ------------------- | --------------------- | ---------- | -------- | -------- |
| 2024–25 | Ліга чемпіонів УЄФА | Кваліфікаційний раунд | 04.09.2024 | Аякс     | 1–4 (дч) |
| 2024–25 | Ліга чемпіонів УЄФА | Кваліфікаційний раунд | 07.09.2024 | Брондбю  | 1–2      |

## Відомі футболістки
- Натія Панцулая
- Вероніка Андрухів
- Ірина Саніна (Катаєва)
- Людмила Куніна (Гуліна)
- Надія Куніна
- Ірина Майбородіна
- Анастасія Вороніна
- Тетяна Китаєва
- Даяна Семків
- Дар'я Келюшик
- Віолета Тян
- Каріна Леспух
- Ліліана Сербук
- Каміла Кульмагамбетова

## Досягнення
Вища ліга:
 Срібний призер: 2023/24
 Бронзовий призер: 2022/23, 2024/25
Перша ліга:
 Золотий призер: 2020/21
Кубок України:
 Фіналіст: 2022